# João Jacques Anatólio Raumagé
João Jacques Anatólio Raumagé (Nièvre, França, 1813 – ) foi um médico brasileiro.
Doutorado pela Faculdade de Medicina de Paris e em 1856 obteve a validação de seu título de doutor na Faculdade de Medicina da Bahia, com a tese “Proposições de medicina e cirurgia”. Foi eleito membro da Academia Nacional de Medicina em 1862, com o número acadêmico 85, na presidência de Antônio Félix Martins.